# Kradenan (Sumpiuh)
Kradenan is een bestuurslaag in het regentschap Banyumas van de provincie Midden-Java, Indonesië. Kradenan telt 2545 inwoners (volkstelling 2010).